# Gornja Bitnja
Gornja Bitnja je naselje v Občini Ilirska Bistrica.